# برايان ويتاكر
برايان ويتاكر (بالإنجليزية: Brian Whittaker)‏ هو لاعب كرة قدم بريطاني في مركز الدفاع، ولد في 23 سبتمبر 1956 في غلاسكو في المملكة المتحدة، وتوفي في 7 سبتمبر 1997 في إدنبرة في المملكة المتحدة. لعب مع نادي بارتيك ثيسل ونادي سلتيك ونادي فالكيرك وهارت أوف ميدلوثيان.